# Soputan
El Soputan és un estratovolcà d'Indonèsia. Es troba a l'extrem nord de l'illa de Sulawesi i s'eleva fins als 1.785 msnm. El con és geològicament jove i presenta una escassa vegetació. Està construït principalment per roques d'andesita i basalt. Es troba a la vora sud de la caldera de Tondano, que es va formar durant el Quaternari. El volcà és un dels més actius de Sulawesi, amb 39 erupcions confirmades en els darrers 600 anys, 28 d'elles des del 1901. L'activitat eruptiva del Soputan consisteix principalment en fluxos piroclàstics, colades de lava, doms de lava i explosions d'estil estrombolià.